# Жин
Жин (фр. Juine) је река у Француској. Дуга је 53 km. Улива се у Есон. 